# Fortul
Fortul est une municipalité située dans le département d'Arauca, en Colombie.